# Cristóbal Halffter
Cristóbal Halffter, född 24 mars 1930 i Madrid, död 23 maj 2021 i Villafranca del Bierzo i provinsen León, var en spansk kompositör.
Cristóbal Halffter dirigerade vid upprepade tillfällen de främsta europeiska och amerikanska orkestrarna, som Berlinerfilharmonikerna och Londons symfoniorkester. Främst sina egna verk men även musik av andra samtida eller klassiska kompositörer. Bland Halffters mer än 100 musikverk märks titlar som: Elegía a la muerte de tres poetas españoles — Antonio Machado, Miguel Hernández, Federico García Lorca (1974/75); Officium defunctorum, för kör och orkester (1979); Konsert nummer 2 för violoncello och orkester (1985); Tres poemas de la lírica española, för baryton och orkester (1985-86) och Mural sonante (1993).